# Дибровское
Дибровское (укр. Дібрівське) — село на Украине, основано в 1904 году, находится в Звягельском районе Житомирской области.
Население по переписи 2001 года составляет 34 человека. Почтовый индекс — 11723. Телефонный код — 4141. Занимает площадь 0,44 км².

## Адрес местного совета
11725, Житомирская обл., Звягельский р-н, с. Чижовка, ул. Шевченко, 9